# Automatto
L'automatto è un tipo di problema di scacchi in cui il bianco, muovendo per primo, obbliga il nero a dargli scacco matto entro un determinato numero di mosse.
È detto anche "matto inverso" in quanto, diversamente dai problemi diretti, è il Nero che matta il Bianco, e non viceversa. Da notare che il Nero, quando ha altre mosse disponibili, eviterà sempre di dare matto. Il Bianco è invece obbligato, quando ciò gli è possibile, a parare qualsiasi scacco dato dal Nero, per es. interponendo un pezzo o catturando il pezzo che dà scacco (non gli è concesso, in sostanza, di mantenere in essere uno scacco illegale).
Questo tipo di problema è spesso indicato nei diagrammi con la sigla s# seguita dal numero di mosse. Ad esempio, un automatto in due mosse è indicato con s#2, in tre mosse con s#3. Un automatto in 2 mosse, diversamente da un problema diretto, sarà composto da 4 semimosse, secondo uno schema Bianco muove - Nero muove - Bianco muove - Nero muove e dà matto.
Da non confondere con l'aiutomatto, in cui il Nero muove per primo e aiuta il Bianco a dargli matto.
Un tipo particolare di automatto è il reflex (reflexmate in inglese), con la condizione aggiuntiva che sia il Bianco sia il Nero sono obbligati a dare subito matto quando ciò è possibile farlo in una sola mossa. Se tale condizione è applicata solo al Nero, si parla di semi-reflex. Nella classificazione ufficiale della WFCC, Reflex e Semi-Reflex vengono considerati problemi eterodossi.

## Esempi
|   | a | b | c | d | e | f | g | h |   |
| 8 | a8 re del bianco · b8 alfiere del bianco · f8 cavallo del bianco · a7 pedone del bianco · c7 pedone del bianco · e7 pedone del nero · g7 pedone del bianco · f6 pedone del bianco · h6 re del nero · e5 pedone del bianco · h5 pedone del nero · h4 pedone del bianco · g2 alfiere del bianco · h1 alfiere del nero | a8 re del bianco · b8 alfiere del bianco · f8 cavallo del bianco · a7 pedone del bianco · c7 pedone del bianco · e7 pedone del nero · g7 pedone del bianco · f6 pedone del bianco · h6 re del nero · e5 pedone del bianco · h5 pedone del nero · h4 pedone del bianco · g2 alfiere del bianco · h1 alfiere del nero | a8 re del bianco · b8 alfiere del bianco · f8 cavallo del bianco · a7 pedone del bianco · c7 pedone del bianco · e7 pedone del nero · g7 pedone del bianco · f6 pedone del bianco · h6 re del nero · e5 pedone del bianco · h5 pedone del nero · h4 pedone del bianco · g2 alfiere del bianco · h1 alfiere del nero | a8 re del bianco · b8 alfiere del bianco · f8 cavallo del bianco · a7 pedone del bianco · c7 pedone del bianco · e7 pedone del nero · g7 pedone del bianco · f6 pedone del bianco · h6 re del nero · e5 pedone del bianco · h5 pedone del nero · h4 pedone del bianco · g2 alfiere del bianco · h1 alfiere del nero | a8 re del bianco · b8 alfiere del bianco · f8 cavallo del bianco · a7 pedone del bianco · c7 pedone del bianco · e7 pedone del nero · g7 pedone del bianco · f6 pedone del bianco · h6 re del nero · e5 pedone del bianco · h5 pedone del nero · h4 pedone del bianco · g2 alfiere del bianco · h1 alfiere del nero | a8 re del bianco · b8 alfiere del bianco · f8 cavallo del bianco · a7 pedone del bianco · c7 pedone del bianco · e7 pedone del nero · g7 pedone del bianco · f6 pedone del bianco · h6 re del nero · e5 pedone del bianco · h5 pedone del nero · h4 pedone del bianco · g2 alfiere del bianco · h1 alfiere del nero | a8 re del bianco · b8 alfiere del bianco · f8 cavallo del bianco · a7 pedone del bianco · c7 pedone del bianco · e7 pedone del nero · g7 pedone del bianco · f6 pedone del bianco · h6 re del nero · e5 pedone del bianco · h5 pedone del nero · h4 pedone del bianco · g2 alfiere del bianco · h1 alfiere del nero | a8 re del bianco · b8 alfiere del bianco · f8 cavallo del bianco · a7 pedone del bianco · c7 pedone del bianco · e7 pedone del nero · g7 pedone del bianco · f6 pedone del bianco · h6 re del nero · e5 pedone del bianco · h5 pedone del nero · h4 pedone del bianco · g2 alfiere del bianco · h1 alfiere del nero | 8 |
| 7 | a8 re del bianco · b8 alfiere del bianco · f8 cavallo del bianco · a7 pedone del bianco · c7 pedone del bianco · e7 pedone del nero · g7 pedone del bianco · f6 pedone del bianco · h6 re del nero · e5 pedone del bianco · h5 pedone del nero · h4 pedone del bianco · g2 alfiere del bianco · h1 alfiere del nero | a8 re del bianco · b8 alfiere del bianco · f8 cavallo del bianco · a7 pedone del bianco · c7 pedone del bianco · e7 pedone del nero · g7 pedone del bianco · f6 pedone del bianco · h6 re del nero · e5 pedone del bianco · h5 pedone del nero · h4 pedone del bianco · g2 alfiere del bianco · h1 alfiere del nero | a8 re del bianco · b8 alfiere del bianco · f8 cavallo del bianco · a7 pedone del bianco · c7 pedone del bianco · e7 pedone del nero · g7 pedone del bianco · f6 pedone del bianco · h6 re del nero · e5 pedone del bianco · h5 pedone del nero · h4 pedone del bianco · g2 alfiere del bianco · h1 alfiere del nero | a8 re del bianco · b8 alfiere del bianco · f8 cavallo del bianco · a7 pedone del bianco · c7 pedone del bianco · e7 pedone del nero · g7 pedone del bianco · f6 pedone del bianco · h6 re del nero · e5 pedone del bianco · h5 pedone del nero · h4 pedone del bianco · g2 alfiere del bianco · h1 alfiere del nero | a8 re del bianco · b8 alfiere del bianco · f8 cavallo del bianco · a7 pedone del bianco · c7 pedone del bianco · e7 pedone del nero · g7 pedone del bianco · f6 pedone del bianco · h6 re del nero · e5 pedone del bianco · h5 pedone del nero · h4 pedone del bianco · g2 alfiere del bianco · h1 alfiere del nero | a8 re del bianco · b8 alfiere del bianco · f8 cavallo del bianco · a7 pedone del bianco · c7 pedone del bianco · e7 pedone del nero · g7 pedone del bianco · f6 pedone del bianco · h6 re del nero · e5 pedone del bianco · h5 pedone del nero · h4 pedone del bianco · g2 alfiere del bianco · h1 alfiere del nero | a8 re del bianco · b8 alfiere del bianco · f8 cavallo del bianco · a7 pedone del bianco · c7 pedone del bianco · e7 pedone del nero · g7 pedone del bianco · f6 pedone del bianco · h6 re del nero · e5 pedone del bianco · h5 pedone del nero · h4 pedone del bianco · g2 alfiere del bianco · h1 alfiere del nero | a8 re del bianco · b8 alfiere del bianco · f8 cavallo del bianco · a7 pedone del bianco · c7 pedone del bianco · e7 pedone del nero · g7 pedone del bianco · f6 pedone del bianco · h6 re del nero · e5 pedone del bianco · h5 pedone del nero · h4 pedone del bianco · g2 alfiere del bianco · h1 alfiere del nero | 7 |
| 6 | a8 re del bianco · b8 alfiere del bianco · f8 cavallo del bianco · a7 pedone del bianco · c7 pedone del bianco · e7 pedone del nero · g7 pedone del bianco · f6 pedone del bianco · h6 re del nero · e5 pedone del bianco · h5 pedone del nero · h4 pedone del bianco · g2 alfiere del bianco · h1 alfiere del nero | a8 re del bianco · b8 alfiere del bianco · f8 cavallo del bianco · a7 pedone del bianco · c7 pedone del bianco · e7 pedone del nero · g7 pedone del bianco · f6 pedone del bianco · h6 re del nero · e5 pedone del bianco · h5 pedone del nero · h4 pedone del bianco · g2 alfiere del bianco · h1 alfiere del nero | a8 re del bianco · b8 alfiere del bianco · f8 cavallo del bianco · a7 pedone del bianco · c7 pedone del bianco · e7 pedone del nero · g7 pedone del bianco · f6 pedone del bianco · h6 re del nero · e5 pedone del bianco · h5 pedone del nero · h4 pedone del bianco · g2 alfiere del bianco · h1 alfiere del nero | a8 re del bianco · b8 alfiere del bianco · f8 cavallo del bianco · a7 pedone del bianco · c7 pedone del bianco · e7 pedone del nero · g7 pedone del bianco · f6 pedone del bianco · h6 re del nero · e5 pedone del bianco · h5 pedone del nero · h4 pedone del bianco · g2 alfiere del bianco · h1 alfiere del nero | a8 re del bianco · b8 alfiere del bianco · f8 cavallo del bianco · a7 pedone del bianco · c7 pedone del bianco · e7 pedone del nero · g7 pedone del bianco · f6 pedone del bianco · h6 re del nero · e5 pedone del bianco · h5 pedone del nero · h4 pedone del bianco · g2 alfiere del bianco · h1 alfiere del nero | a8 re del bianco · b8 alfiere del bianco · f8 cavallo del bianco · a7 pedone del bianco · c7 pedone del bianco · e7 pedone del nero · g7 pedone del bianco · f6 pedone del bianco · h6 re del nero · e5 pedone del bianco · h5 pedone del nero · h4 pedone del bianco · g2 alfiere del bianco · h1 alfiere del nero | a8 re del bianco · b8 alfiere del bianco · f8 cavallo del bianco · a7 pedone del bianco · c7 pedone del bianco · e7 pedone del nero · g7 pedone del bianco · f6 pedone del bianco · h6 re del nero · e5 pedone del bianco · h5 pedone del nero · h4 pedone del bianco · g2 alfiere del bianco · h1 alfiere del nero | a8 re del bianco · b8 alfiere del bianco · f8 cavallo del bianco · a7 pedone del bianco · c7 pedone del bianco · e7 pedone del nero · g7 pedone del bianco · f6 pedone del bianco · h6 re del nero · e5 pedone del bianco · h5 pedone del nero · h4 pedone del bianco · g2 alfiere del bianco · h1 alfiere del nero | 6 |
| 5 | a8 re del bianco · b8 alfiere del bianco · f8 cavallo del bianco · a7 pedone del bianco · c7 pedone del bianco · e7 pedone del nero · g7 pedone del bianco · f6 pedone del bianco · h6 re del nero · e5 pedone del bianco · h5 pedone del nero · h4 pedone del bianco · g2 alfiere del bianco · h1 alfiere del nero | a8 re del bianco · b8 alfiere del bianco · f8 cavallo del bianco · a7 pedone del bianco · c7 pedone del bianco · e7 pedone del nero · g7 pedone del bianco · f6 pedone del bianco · h6 re del nero · e5 pedone del bianco · h5 pedone del nero · h4 pedone del bianco · g2 alfiere del bianco · h1 alfiere del nero | a8 re del bianco · b8 alfiere del bianco · f8 cavallo del bianco · a7 pedone del bianco · c7 pedone del bianco · e7 pedone del nero · g7 pedone del bianco · f6 pedone del bianco · h6 re del nero · e5 pedone del bianco · h5 pedone del nero · h4 pedone del bianco · g2 alfiere del bianco · h1 alfiere del nero | a8 re del bianco · b8 alfiere del bianco · f8 cavallo del bianco · a7 pedone del bianco · c7 pedone del bianco · e7 pedone del nero · g7 pedone del bianco · f6 pedone del bianco · h6 re del nero · e5 pedone del bianco · h5 pedone del nero · h4 pedone del bianco · g2 alfiere del bianco · h1 alfiere del nero | a8 re del bianco · b8 alfiere del bianco · f8 cavallo del bianco · a7 pedone del bianco · c7 pedone del bianco · e7 pedone del nero · g7 pedone del bianco · f6 pedone del bianco · h6 re del nero · e5 pedone del bianco · h5 pedone del nero · h4 pedone del bianco · g2 alfiere del bianco · h1 alfiere del nero | a8 re del bianco · b8 alfiere del bianco · f8 cavallo del bianco · a7 pedone del bianco · c7 pedone del bianco · e7 pedone del nero · g7 pedone del bianco · f6 pedone del bianco · h6 re del nero · e5 pedone del bianco · h5 pedone del nero · h4 pedone del bianco · g2 alfiere del bianco · h1 alfiere del nero | a8 re del bianco · b8 alfiere del bianco · f8 cavallo del bianco · a7 pedone del bianco · c7 pedone del bianco · e7 pedone del nero · g7 pedone del bianco · f6 pedone del bianco · h6 re del nero · e5 pedone del bianco · h5 pedone del nero · h4 pedone del bianco · g2 alfiere del bianco · h1 alfiere del nero | a8 re del bianco · b8 alfiere del bianco · f8 cavallo del bianco · a7 pedone del bianco · c7 pedone del bianco · e7 pedone del nero · g7 pedone del bianco · f6 pedone del bianco · h6 re del nero · e5 pedone del bianco · h5 pedone del nero · h4 pedone del bianco · g2 alfiere del bianco · h1 alfiere del nero | 5 |
| 4 | a8 re del bianco · b8 alfiere del bianco · f8 cavallo del bianco · a7 pedone del bianco · c7 pedone del bianco · e7 pedone del nero · g7 pedone del bianco · f6 pedone del bianco · h6 re del nero · e5 pedone del bianco · h5 pedone del nero · h4 pedone del bianco · g2 alfiere del bianco · h1 alfiere del nero | a8 re del bianco · b8 alfiere del bianco · f8 cavallo del bianco · a7 pedone del bianco · c7 pedone del bianco · e7 pedone del nero · g7 pedone del bianco · f6 pedone del bianco · h6 re del nero · e5 pedone del bianco · h5 pedone del nero · h4 pedone del bianco · g2 alfiere del bianco · h1 alfiere del nero | a8 re del bianco · b8 alfiere del bianco · f8 cavallo del bianco · a7 pedone del bianco · c7 pedone del bianco · e7 pedone del nero · g7 pedone del bianco · f6 pedone del bianco · h6 re del nero · e5 pedone del bianco · h5 pedone del nero · h4 pedone del bianco · g2 alfiere del bianco · h1 alfiere del nero | a8 re del bianco · b8 alfiere del bianco · f8 cavallo del bianco · a7 pedone del bianco · c7 pedone del bianco · e7 pedone del nero · g7 pedone del bianco · f6 pedone del bianco · h6 re del nero · e5 pedone del bianco · h5 pedone del nero · h4 pedone del bianco · g2 alfiere del bianco · h1 alfiere del nero | a8 re del bianco · b8 alfiere del bianco · f8 cavallo del bianco · a7 pedone del bianco · c7 pedone del bianco · e7 pedone del nero · g7 pedone del bianco · f6 pedone del bianco · h6 re del nero · e5 pedone del bianco · h5 pedone del nero · h4 pedone del bianco · g2 alfiere del bianco · h1 alfiere del nero | a8 re del bianco · b8 alfiere del bianco · f8 cavallo del bianco · a7 pedone del bianco · c7 pedone del bianco · e7 pedone del nero · g7 pedone del bianco · f6 pedone del bianco · h6 re del nero · e5 pedone del bianco · h5 pedone del nero · h4 pedone del bianco · g2 alfiere del bianco · h1 alfiere del nero | a8 re del bianco · b8 alfiere del bianco · f8 cavallo del bianco · a7 pedone del bianco · c7 pedone del bianco · e7 pedone del nero · g7 pedone del bianco · f6 pedone del bianco · h6 re del nero · e5 pedone del bianco · h5 pedone del nero · h4 pedone del bianco · g2 alfiere del bianco · h1 alfiere del nero | a8 re del bianco · b8 alfiere del bianco · f8 cavallo del bianco · a7 pedone del bianco · c7 pedone del bianco · e7 pedone del nero · g7 pedone del bianco · f6 pedone del bianco · h6 re del nero · e5 pedone del bianco · h5 pedone del nero · h4 pedone del bianco · g2 alfiere del bianco · h1 alfiere del nero | 4 |
| 3 | a8 re del bianco · b8 alfiere del bianco · f8 cavallo del bianco · a7 pedone del bianco · c7 pedone del bianco · e7 pedone del nero · g7 pedone del bianco · f6 pedone del bianco · h6 re del nero · e5 pedone del bianco · h5 pedone del nero · h4 pedone del bianco · g2 alfiere del bianco · h1 alfiere del nero | a8 re del bianco · b8 alfiere del bianco · f8 cavallo del bianco · a7 pedone del bianco · c7 pedone del bianco · e7 pedone del nero · g7 pedone del bianco · f6 pedone del bianco · h6 re del nero · e5 pedone del bianco · h5 pedone del nero · h4 pedone del bianco · g2 alfiere del bianco · h1 alfiere del nero | a8 re del bianco · b8 alfiere del bianco · f8 cavallo del bianco · a7 pedone del bianco · c7 pedone del bianco · e7 pedone del nero · g7 pedone del bianco · f6 pedone del bianco · h6 re del nero · e5 pedone del bianco · h5 pedone del nero · h4 pedone del bianco · g2 alfiere del bianco · h1 alfiere del nero | a8 re del bianco · b8 alfiere del bianco · f8 cavallo del bianco · a7 pedone del bianco · c7 pedone del bianco · e7 pedone del nero · g7 pedone del bianco · f6 pedone del bianco · h6 re del nero · e5 pedone del bianco · h5 pedone del nero · h4 pedone del bianco · g2 alfiere del bianco · h1 alfiere del nero | a8 re del bianco · b8 alfiere del bianco · f8 cavallo del bianco · a7 pedone del bianco · c7 pedone del bianco · e7 pedone del nero · g7 pedone del bianco · f6 pedone del bianco · h6 re del nero · e5 pedone del bianco · h5 pedone del nero · h4 pedone del bianco · g2 alfiere del bianco · h1 alfiere del nero | a8 re del bianco · b8 alfiere del bianco · f8 cavallo del bianco · a7 pedone del bianco · c7 pedone del bianco · e7 pedone del nero · g7 pedone del bianco · f6 pedone del bianco · h6 re del nero · e5 pedone del bianco · h5 pedone del nero · h4 pedone del bianco · g2 alfiere del bianco · h1 alfiere del nero | a8 re del bianco · b8 alfiere del bianco · f8 cavallo del bianco · a7 pedone del bianco · c7 pedone del bianco · e7 pedone del nero · g7 pedone del bianco · f6 pedone del bianco · h6 re del nero · e5 pedone del bianco · h5 pedone del nero · h4 pedone del bianco · g2 alfiere del bianco · h1 alfiere del nero | a8 re del bianco · b8 alfiere del bianco · f8 cavallo del bianco · a7 pedone del bianco · c7 pedone del bianco · e7 pedone del nero · g7 pedone del bianco · f6 pedone del bianco · h6 re del nero · e5 pedone del bianco · h5 pedone del nero · h4 pedone del bianco · g2 alfiere del bianco · h1 alfiere del nero | 3 |
| 2 | a8 re del bianco · b8 alfiere del bianco · f8 cavallo del bianco · a7 pedone del bianco · c7 pedone del bianco · e7 pedone del nero · g7 pedone del bianco · f6 pedone del bianco · h6 re del nero · e5 pedone del bianco · h5 pedone del nero · h4 pedone del bianco · g2 alfiere del bianco · h1 alfiere del nero | a8 re del bianco · b8 alfiere del bianco · f8 cavallo del bianco · a7 pedone del bianco · c7 pedone del bianco · e7 pedone del nero · g7 pedone del bianco · f6 pedone del bianco · h6 re del nero · e5 pedone del bianco · h5 pedone del nero · h4 pedone del bianco · g2 alfiere del bianco · h1 alfiere del nero | a8 re del bianco · b8 alfiere del bianco · f8 cavallo del bianco · a7 pedone del bianco · c7 pedone del bianco · e7 pedone del nero · g7 pedone del bianco · f6 pedone del bianco · h6 re del nero · e5 pedone del bianco · h5 pedone del nero · h4 pedone del bianco · g2 alfiere del bianco · h1 alfiere del nero | a8 re del bianco · b8 alfiere del bianco · f8 cavallo del bianco · a7 pedone del bianco · c7 pedone del bianco · e7 pedone del nero · g7 pedone del bianco · f6 pedone del bianco · h6 re del nero · e5 pedone del bianco · h5 pedone del nero · h4 pedone del bianco · g2 alfiere del bianco · h1 alfiere del nero | a8 re del bianco · b8 alfiere del bianco · f8 cavallo del bianco · a7 pedone del bianco · c7 pedone del bianco · e7 pedone del nero · g7 pedone del bianco · f6 pedone del bianco · h6 re del nero · e5 pedone del bianco · h5 pedone del nero · h4 pedone del bianco · g2 alfiere del bianco · h1 alfiere del nero | a8 re del bianco · b8 alfiere del bianco · f8 cavallo del bianco · a7 pedone del bianco · c7 pedone del bianco · e7 pedone del nero · g7 pedone del bianco · f6 pedone del bianco · h6 re del nero · e5 pedone del bianco · h5 pedone del nero · h4 pedone del bianco · g2 alfiere del bianco · h1 alfiere del nero | a8 re del bianco · b8 alfiere del bianco · f8 cavallo del bianco · a7 pedone del bianco · c7 pedone del bianco · e7 pedone del nero · g7 pedone del bianco · f6 pedone del bianco · h6 re del nero · e5 pedone del bianco · h5 pedone del nero · h4 pedone del bianco · g2 alfiere del bianco · h1 alfiere del nero | a8 re del bianco · b8 alfiere del bianco · f8 cavallo del bianco · a7 pedone del bianco · c7 pedone del bianco · e7 pedone del nero · g7 pedone del bianco · f6 pedone del bianco · h6 re del nero · e5 pedone del bianco · h5 pedone del nero · h4 pedone del bianco · g2 alfiere del bianco · h1 alfiere del nero | 2 |
| 1 | a8 re del bianco · b8 alfiere del bianco · f8 cavallo del bianco · a7 pedone del bianco · c7 pedone del bianco · e7 pedone del nero · g7 pedone del bianco · f6 pedone del bianco · h6 re del nero · e5 pedone del bianco · h5 pedone del nero · h4 pedone del bianco · g2 alfiere del bianco · h1 alfiere del nero | a8 re del bianco · b8 alfiere del bianco · f8 cavallo del bianco · a7 pedone del bianco · c7 pedone del bianco · e7 pedone del nero · g7 pedone del bianco · f6 pedone del bianco · h6 re del nero · e5 pedone del bianco · h5 pedone del nero · h4 pedone del bianco · g2 alfiere del bianco · h1 alfiere del nero | a8 re del bianco · b8 alfiere del bianco · f8 cavallo del bianco · a7 pedone del bianco · c7 pedone del bianco · e7 pedone del nero · g7 pedone del bianco · f6 pedone del bianco · h6 re del nero · e5 pedone del bianco · h5 pedone del nero · h4 pedone del bianco · g2 alfiere del bianco · h1 alfiere del nero | a8 re del bianco · b8 alfiere del bianco · f8 cavallo del bianco · a7 pedone del bianco · c7 pedone del bianco · e7 pedone del nero · g7 pedone del bianco · f6 pedone del bianco · h6 re del nero · e5 pedone del bianco · h5 pedone del nero · h4 pedone del bianco · g2 alfiere del bianco · h1 alfiere del nero | a8 re del bianco · b8 alfiere del bianco · f8 cavallo del bianco · a7 pedone del bianco · c7 pedone del bianco · e7 pedone del nero · g7 pedone del bianco · f6 pedone del bianco · h6 re del nero · e5 pedone del bianco · h5 pedone del nero · h4 pedone del bianco · g2 alfiere del bianco · h1 alfiere del nero | a8 re del bianco · b8 alfiere del bianco · f8 cavallo del bianco · a7 pedone del bianco · c7 pedone del bianco · e7 pedone del nero · g7 pedone del bianco · f6 pedone del bianco · h6 re del nero · e5 pedone del bianco · h5 pedone del nero · h4 pedone del bianco · g2 alfiere del bianco · h1 alfiere del nero | a8 re del bianco · b8 alfiere del bianco · f8 cavallo del bianco · a7 pedone del bianco · c7 pedone del bianco · e7 pedone del nero · g7 pedone del bianco · f6 pedone del bianco · h6 re del nero · e5 pedone del bianco · h5 pedone del nero · h4 pedone del bianco · g2 alfiere del bianco · h1 alfiere del nero | a8 re del bianco · b8 alfiere del bianco · f8 cavallo del bianco · a7 pedone del bianco · c7 pedone del bianco · e7 pedone del nero · g7 pedone del bianco · f6 pedone del bianco · h6 re del nero · e5 pedone del bianco · h5 pedone del nero · h4 pedone del bianco · g2 alfiere del bianco · h1 alfiere del nero | 1 |
|   | a | b | c | d | e | f | g | h |   |

Il problema mostrato nel diagramma a destra è un automatto in due mosse del problemista rumeno Wolfgang Pauly, tratto dal suo libro "The Theory of Pawn Promotion" (1912). Il bianco muove e obbliga il nero a dargli scacco matto, anche contro la sua volontà, alla sua seconda mossa o prima.
Il problema si risolve lasciando al nero come unica possibilità quella di dare scacco matto al re bianco.
Esaminiamo le conseguenze delle varie prime mosse a disposizione del bianco:
- se il bianco muove l'alfiere lungo la diagonale h1-a8 il nero può non catturarlo o muovere il pedone, ritardando il matto dopo la seconda mossa;
- muovere il cavallo permette al re nero di muovere, ritardando ancora il matto:
- 1. e6 permette al nero di giocare 1. ...exf6 e poi 2. ...f5;
- 1. f7 oppure 1. fxe7 permette 1. ...Rxg7, dopodiché il nero può giocare Rg8 o Rh7;
- 1. g8=D oppure 1. g8=T permettono, dopo 1. ...Axg2+, 2. D/Txg2;
- 1. g8=A non risolve, perché dopo 1...exf6 2. exf6 Axg2+ il bianco para lo scacco con 3. Ad5;
- 1. g8=C è completamente sbagliata perché dà scacco matto al nero, mentre è il nero che deve mattare il bianco;

L'unica mossa che risolve è 1. c7 = cavallo!, con due varianti:
- 1. ... exf6 2. exf6  Axg2# è la più semplice;
- 1. ... e6 è più sottile; il bianco gioca 2. g8 = alfiere! e al nero rimane l'unica mossa 2. ... Axg2#.

Altri esempi:
|   | a | b | c | d | e | f | g | h |   |
| 8 | h8 cavallo del nero · e7 cavallo del bianco · h7 alfiere del nero · a6 torre del nero · d6 donna del bianco · e6 cavallo del bianco · f6 re del bianco · g5 pedone del bianco · e4 re del nero · c3 torre del nero · e3 alfiere del bianco · e2 pedone del bianco · f2 pedone del bianco · a1 alfiere del nero | h8 cavallo del nero · e7 cavallo del bianco · h7 alfiere del nero · a6 torre del nero · d6 donna del bianco · e6 cavallo del bianco · f6 re del bianco · g5 pedone del bianco · e4 re del nero · c3 torre del nero · e3 alfiere del bianco · e2 pedone del bianco · f2 pedone del bianco · a1 alfiere del nero | h8 cavallo del nero · e7 cavallo del bianco · h7 alfiere del nero · a6 torre del nero · d6 donna del bianco · e6 cavallo del bianco · f6 re del bianco · g5 pedone del bianco · e4 re del nero · c3 torre del nero · e3 alfiere del bianco · e2 pedone del bianco · f2 pedone del bianco · a1 alfiere del nero | h8 cavallo del nero · e7 cavallo del bianco · h7 alfiere del nero · a6 torre del nero · d6 donna del bianco · e6 cavallo del bianco · f6 re del bianco · g5 pedone del bianco · e4 re del nero · c3 torre del nero · e3 alfiere del bianco · e2 pedone del bianco · f2 pedone del bianco · a1 alfiere del nero | h8 cavallo del nero · e7 cavallo del bianco · h7 alfiere del nero · a6 torre del nero · d6 donna del bianco · e6 cavallo del bianco · f6 re del bianco · g5 pedone del bianco · e4 re del nero · c3 torre del nero · e3 alfiere del bianco · e2 pedone del bianco · f2 pedone del bianco · a1 alfiere del nero | h8 cavallo del nero · e7 cavallo del bianco · h7 alfiere del nero · a6 torre del nero · d6 donna del bianco · e6 cavallo del bianco · f6 re del bianco · g5 pedone del bianco · e4 re del nero · c3 torre del nero · e3 alfiere del bianco · e2 pedone del bianco · f2 pedone del bianco · a1 alfiere del nero | h8 cavallo del nero · e7 cavallo del bianco · h7 alfiere del nero · a6 torre del nero · d6 donna del bianco · e6 cavallo del bianco · f6 re del bianco · g5 pedone del bianco · e4 re del nero · c3 torre del nero · e3 alfiere del bianco · e2 pedone del bianco · f2 pedone del bianco · a1 alfiere del nero | h8 cavallo del nero · e7 cavallo del bianco · h7 alfiere del nero · a6 torre del nero · d6 donna del bianco · e6 cavallo del bianco · f6 re del bianco · g5 pedone del bianco · e4 re del nero · c3 torre del nero · e3 alfiere del bianco · e2 pedone del bianco · f2 pedone del bianco · a1 alfiere del nero | 8 |
| 7 | h8 cavallo del nero · e7 cavallo del bianco · h7 alfiere del nero · a6 torre del nero · d6 donna del bianco · e6 cavallo del bianco · f6 re del bianco · g5 pedone del bianco · e4 re del nero · c3 torre del nero · e3 alfiere del bianco · e2 pedone del bianco · f2 pedone del bianco · a1 alfiere del nero | h8 cavallo del nero · e7 cavallo del bianco · h7 alfiere del nero · a6 torre del nero · d6 donna del bianco · e6 cavallo del bianco · f6 re del bianco · g5 pedone del bianco · e4 re del nero · c3 torre del nero · e3 alfiere del bianco · e2 pedone del bianco · f2 pedone del bianco · a1 alfiere del nero | h8 cavallo del nero · e7 cavallo del bianco · h7 alfiere del nero · a6 torre del nero · d6 donna del bianco · e6 cavallo del bianco · f6 re del bianco · g5 pedone del bianco · e4 re del nero · c3 torre del nero · e3 alfiere del bianco · e2 pedone del bianco · f2 pedone del bianco · a1 alfiere del nero | h8 cavallo del nero · e7 cavallo del bianco · h7 alfiere del nero · a6 torre del nero · d6 donna del bianco · e6 cavallo del bianco · f6 re del bianco · g5 pedone del bianco · e4 re del nero · c3 torre del nero · e3 alfiere del bianco · e2 pedone del bianco · f2 pedone del bianco · a1 alfiere del nero | h8 cavallo del nero · e7 cavallo del bianco · h7 alfiere del nero · a6 torre del nero · d6 donna del bianco · e6 cavallo del bianco · f6 re del bianco · g5 pedone del bianco · e4 re del nero · c3 torre del nero · e3 alfiere del bianco · e2 pedone del bianco · f2 pedone del bianco · a1 alfiere del nero | h8 cavallo del nero · e7 cavallo del bianco · h7 alfiere del nero · a6 torre del nero · d6 donna del bianco · e6 cavallo del bianco · f6 re del bianco · g5 pedone del bianco · e4 re del nero · c3 torre del nero · e3 alfiere del bianco · e2 pedone del bianco · f2 pedone del bianco · a1 alfiere del nero | h8 cavallo del nero · e7 cavallo del bianco · h7 alfiere del nero · a6 torre del nero · d6 donna del bianco · e6 cavallo del bianco · f6 re del bianco · g5 pedone del bianco · e4 re del nero · c3 torre del nero · e3 alfiere del bianco · e2 pedone del bianco · f2 pedone del bianco · a1 alfiere del nero | h8 cavallo del nero · e7 cavallo del bianco · h7 alfiere del nero · a6 torre del nero · d6 donna del bianco · e6 cavallo del bianco · f6 re del bianco · g5 pedone del bianco · e4 re del nero · c3 torre del nero · e3 alfiere del bianco · e2 pedone del bianco · f2 pedone del bianco · a1 alfiere del nero | 7 |
| 6 | h8 cavallo del nero · e7 cavallo del bianco · h7 alfiere del nero · a6 torre del nero · d6 donna del bianco · e6 cavallo del bianco · f6 re del bianco · g5 pedone del bianco · e4 re del nero · c3 torre del nero · e3 alfiere del bianco · e2 pedone del bianco · f2 pedone del bianco · a1 alfiere del nero | h8 cavallo del nero · e7 cavallo del bianco · h7 alfiere del nero · a6 torre del nero · d6 donna del bianco · e6 cavallo del bianco · f6 re del bianco · g5 pedone del bianco · e4 re del nero · c3 torre del nero · e3 alfiere del bianco · e2 pedone del bianco · f2 pedone del bianco · a1 alfiere del nero | h8 cavallo del nero · e7 cavallo del bianco · h7 alfiere del nero · a6 torre del nero · d6 donna del bianco · e6 cavallo del bianco · f6 re del bianco · g5 pedone del bianco · e4 re del nero · c3 torre del nero · e3 alfiere del bianco · e2 pedone del bianco · f2 pedone del bianco · a1 alfiere del nero | h8 cavallo del nero · e7 cavallo del bianco · h7 alfiere del nero · a6 torre del nero · d6 donna del bianco · e6 cavallo del bianco · f6 re del bianco · g5 pedone del bianco · e4 re del nero · c3 torre del nero · e3 alfiere del bianco · e2 pedone del bianco · f2 pedone del bianco · a1 alfiere del nero | h8 cavallo del nero · e7 cavallo del bianco · h7 alfiere del nero · a6 torre del nero · d6 donna del bianco · e6 cavallo del bianco · f6 re del bianco · g5 pedone del bianco · e4 re del nero · c3 torre del nero · e3 alfiere del bianco · e2 pedone del bianco · f2 pedone del bianco · a1 alfiere del nero | h8 cavallo del nero · e7 cavallo del bianco · h7 alfiere del nero · a6 torre del nero · d6 donna del bianco · e6 cavallo del bianco · f6 re del bianco · g5 pedone del bianco · e4 re del nero · c3 torre del nero · e3 alfiere del bianco · e2 pedone del bianco · f2 pedone del bianco · a1 alfiere del nero | h8 cavallo del nero · e7 cavallo del bianco · h7 alfiere del nero · a6 torre del nero · d6 donna del bianco · e6 cavallo del bianco · f6 re del bianco · g5 pedone del bianco · e4 re del nero · c3 torre del nero · e3 alfiere del bianco · e2 pedone del bianco · f2 pedone del bianco · a1 alfiere del nero | h8 cavallo del nero · e7 cavallo del bianco · h7 alfiere del nero · a6 torre del nero · d6 donna del bianco · e6 cavallo del bianco · f6 re del bianco · g5 pedone del bianco · e4 re del nero · c3 torre del nero · e3 alfiere del bianco · e2 pedone del bianco · f2 pedone del bianco · a1 alfiere del nero | 6 |
| 5 | h8 cavallo del nero · e7 cavallo del bianco · h7 alfiere del nero · a6 torre del nero · d6 donna del bianco · e6 cavallo del bianco · f6 re del bianco · g5 pedone del bianco · e4 re del nero · c3 torre del nero · e3 alfiere del bianco · e2 pedone del bianco · f2 pedone del bianco · a1 alfiere del nero | h8 cavallo del nero · e7 cavallo del bianco · h7 alfiere del nero · a6 torre del nero · d6 donna del bianco · e6 cavallo del bianco · f6 re del bianco · g5 pedone del bianco · e4 re del nero · c3 torre del nero · e3 alfiere del bianco · e2 pedone del bianco · f2 pedone del bianco · a1 alfiere del nero | h8 cavallo del nero · e7 cavallo del bianco · h7 alfiere del nero · a6 torre del nero · d6 donna del bianco · e6 cavallo del bianco · f6 re del bianco · g5 pedone del bianco · e4 re del nero · c3 torre del nero · e3 alfiere del bianco · e2 pedone del bianco · f2 pedone del bianco · a1 alfiere del nero | h8 cavallo del nero · e7 cavallo del bianco · h7 alfiere del nero · a6 torre del nero · d6 donna del bianco · e6 cavallo del bianco · f6 re del bianco · g5 pedone del bianco · e4 re del nero · c3 torre del nero · e3 alfiere del bianco · e2 pedone del bianco · f2 pedone del bianco · a1 alfiere del nero | h8 cavallo del nero · e7 cavallo del bianco · h7 alfiere del nero · a6 torre del nero · d6 donna del bianco · e6 cavallo del bianco · f6 re del bianco · g5 pedone del bianco · e4 re del nero · c3 torre del nero · e3 alfiere del bianco · e2 pedone del bianco · f2 pedone del bianco · a1 alfiere del nero | h8 cavallo del nero · e7 cavallo del bianco · h7 alfiere del nero · a6 torre del nero · d6 donna del bianco · e6 cavallo del bianco · f6 re del bianco · g5 pedone del bianco · e4 re del nero · c3 torre del nero · e3 alfiere del bianco · e2 pedone del bianco · f2 pedone del bianco · a1 alfiere del nero | h8 cavallo del nero · e7 cavallo del bianco · h7 alfiere del nero · a6 torre del nero · d6 donna del bianco · e6 cavallo del bianco · f6 re del bianco · g5 pedone del bianco · e4 re del nero · c3 torre del nero · e3 alfiere del bianco · e2 pedone del bianco · f2 pedone del bianco · a1 alfiere del nero | h8 cavallo del nero · e7 cavallo del bianco · h7 alfiere del nero · a6 torre del nero · d6 donna del bianco · e6 cavallo del bianco · f6 re del bianco · g5 pedone del bianco · e4 re del nero · c3 torre del nero · e3 alfiere del bianco · e2 pedone del bianco · f2 pedone del bianco · a1 alfiere del nero | 5 |
| 4 | h8 cavallo del nero · e7 cavallo del bianco · h7 alfiere del nero · a6 torre del nero · d6 donna del bianco · e6 cavallo del bianco · f6 re del bianco · g5 pedone del bianco · e4 re del nero · c3 torre del nero · e3 alfiere del bianco · e2 pedone del bianco · f2 pedone del bianco · a1 alfiere del nero | h8 cavallo del nero · e7 cavallo del bianco · h7 alfiere del nero · a6 torre del nero · d6 donna del bianco · e6 cavallo del bianco · f6 re del bianco · g5 pedone del bianco · e4 re del nero · c3 torre del nero · e3 alfiere del bianco · e2 pedone del bianco · f2 pedone del bianco · a1 alfiere del nero | h8 cavallo del nero · e7 cavallo del bianco · h7 alfiere del nero · a6 torre del nero · d6 donna del bianco · e6 cavallo del bianco · f6 re del bianco · g5 pedone del bianco · e4 re del nero · c3 torre del nero · e3 alfiere del bianco · e2 pedone del bianco · f2 pedone del bianco · a1 alfiere del nero | h8 cavallo del nero · e7 cavallo del bianco · h7 alfiere del nero · a6 torre del nero · d6 donna del bianco · e6 cavallo del bianco · f6 re del bianco · g5 pedone del bianco · e4 re del nero · c3 torre del nero · e3 alfiere del bianco · e2 pedone del bianco · f2 pedone del bianco · a1 alfiere del nero | h8 cavallo del nero · e7 cavallo del bianco · h7 alfiere del nero · a6 torre del nero · d6 donna del bianco · e6 cavallo del bianco · f6 re del bianco · g5 pedone del bianco · e4 re del nero · c3 torre del nero · e3 alfiere del bianco · e2 pedone del bianco · f2 pedone del bianco · a1 alfiere del nero | h8 cavallo del nero · e7 cavallo del bianco · h7 alfiere del nero · a6 torre del nero · d6 donna del bianco · e6 cavallo del bianco · f6 re del bianco · g5 pedone del bianco · e4 re del nero · c3 torre del nero · e3 alfiere del bianco · e2 pedone del bianco · f2 pedone del bianco · a1 alfiere del nero | h8 cavallo del nero · e7 cavallo del bianco · h7 alfiere del nero · a6 torre del nero · d6 donna del bianco · e6 cavallo del bianco · f6 re del bianco · g5 pedone del bianco · e4 re del nero · c3 torre del nero · e3 alfiere del bianco · e2 pedone del bianco · f2 pedone del bianco · a1 alfiere del nero | h8 cavallo del nero · e7 cavallo del bianco · h7 alfiere del nero · a6 torre del nero · d6 donna del bianco · e6 cavallo del bianco · f6 re del bianco · g5 pedone del bianco · e4 re del nero · c3 torre del nero · e3 alfiere del bianco · e2 pedone del bianco · f2 pedone del bianco · a1 alfiere del nero | 4 |
| 3 | h8 cavallo del nero · e7 cavallo del bianco · h7 alfiere del nero · a6 torre del nero · d6 donna del bianco · e6 cavallo del bianco · f6 re del bianco · g5 pedone del bianco · e4 re del nero · c3 torre del nero · e3 alfiere del bianco · e2 pedone del bianco · f2 pedone del bianco · a1 alfiere del nero | h8 cavallo del nero · e7 cavallo del bianco · h7 alfiere del nero · a6 torre del nero · d6 donna del bianco · e6 cavallo del bianco · f6 re del bianco · g5 pedone del bianco · e4 re del nero · c3 torre del nero · e3 alfiere del bianco · e2 pedone del bianco · f2 pedone del bianco · a1 alfiere del nero | h8 cavallo del nero · e7 cavallo del bianco · h7 alfiere del nero · a6 torre del nero · d6 donna del bianco · e6 cavallo del bianco · f6 re del bianco · g5 pedone del bianco · e4 re del nero · c3 torre del nero · e3 alfiere del bianco · e2 pedone del bianco · f2 pedone del bianco · a1 alfiere del nero | h8 cavallo del nero · e7 cavallo del bianco · h7 alfiere del nero · a6 torre del nero · d6 donna del bianco · e6 cavallo del bianco · f6 re del bianco · g5 pedone del bianco · e4 re del nero · c3 torre del nero · e3 alfiere del bianco · e2 pedone del bianco · f2 pedone del bianco · a1 alfiere del nero | h8 cavallo del nero · e7 cavallo del bianco · h7 alfiere del nero · a6 torre del nero · d6 donna del bianco · e6 cavallo del bianco · f6 re del bianco · g5 pedone del bianco · e4 re del nero · c3 torre del nero · e3 alfiere del bianco · e2 pedone del bianco · f2 pedone del bianco · a1 alfiere del nero | h8 cavallo del nero · e7 cavallo del bianco · h7 alfiere del nero · a6 torre del nero · d6 donna del bianco · e6 cavallo del bianco · f6 re del bianco · g5 pedone del bianco · e4 re del nero · c3 torre del nero · e3 alfiere del bianco · e2 pedone del bianco · f2 pedone del bianco · a1 alfiere del nero | h8 cavallo del nero · e7 cavallo del bianco · h7 alfiere del nero · a6 torre del nero · d6 donna del bianco · e6 cavallo del bianco · f6 re del bianco · g5 pedone del bianco · e4 re del nero · c3 torre del nero · e3 alfiere del bianco · e2 pedone del bianco · f2 pedone del bianco · a1 alfiere del nero | h8 cavallo del nero · e7 cavallo del bianco · h7 alfiere del nero · a6 torre del nero · d6 donna del bianco · e6 cavallo del bianco · f6 re del bianco · g5 pedone del bianco · e4 re del nero · c3 torre del nero · e3 alfiere del bianco · e2 pedone del bianco · f2 pedone del bianco · a1 alfiere del nero | 3 |
| 2 | h8 cavallo del nero · e7 cavallo del bianco · h7 alfiere del nero · a6 torre del nero · d6 donna del bianco · e6 cavallo del bianco · f6 re del bianco · g5 pedone del bianco · e4 re del nero · c3 torre del nero · e3 alfiere del bianco · e2 pedone del bianco · f2 pedone del bianco · a1 alfiere del nero | h8 cavallo del nero · e7 cavallo del bianco · h7 alfiere del nero · a6 torre del nero · d6 donna del bianco · e6 cavallo del bianco · f6 re del bianco · g5 pedone del bianco · e4 re del nero · c3 torre del nero · e3 alfiere del bianco · e2 pedone del bianco · f2 pedone del bianco · a1 alfiere del nero | h8 cavallo del nero · e7 cavallo del bianco · h7 alfiere del nero · a6 torre del nero · d6 donna del bianco · e6 cavallo del bianco · f6 re del bianco · g5 pedone del bianco · e4 re del nero · c3 torre del nero · e3 alfiere del bianco · e2 pedone del bianco · f2 pedone del bianco · a1 alfiere del nero | h8 cavallo del nero · e7 cavallo del bianco · h7 alfiere del nero · a6 torre del nero · d6 donna del bianco · e6 cavallo del bianco · f6 re del bianco · g5 pedone del bianco · e4 re del nero · c3 torre del nero · e3 alfiere del bianco · e2 pedone del bianco · f2 pedone del bianco · a1 alfiere del nero | h8 cavallo del nero · e7 cavallo del bianco · h7 alfiere del nero · a6 torre del nero · d6 donna del bianco · e6 cavallo del bianco · f6 re del bianco · g5 pedone del bianco · e4 re del nero · c3 torre del nero · e3 alfiere del bianco · e2 pedone del bianco · f2 pedone del bianco · a1 alfiere del nero | h8 cavallo del nero · e7 cavallo del bianco · h7 alfiere del nero · a6 torre del nero · d6 donna del bianco · e6 cavallo del bianco · f6 re del bianco · g5 pedone del bianco · e4 re del nero · c3 torre del nero · e3 alfiere del bianco · e2 pedone del bianco · f2 pedone del bianco · a1 alfiere del nero | h8 cavallo del nero · e7 cavallo del bianco · h7 alfiere del nero · a6 torre del nero · d6 donna del bianco · e6 cavallo del bianco · f6 re del bianco · g5 pedone del bianco · e4 re del nero · c3 torre del nero · e3 alfiere del bianco · e2 pedone del bianco · f2 pedone del bianco · a1 alfiere del nero | h8 cavallo del nero · e7 cavallo del bianco · h7 alfiere del nero · a6 torre del nero · d6 donna del bianco · e6 cavallo del bianco · f6 re del bianco · g5 pedone del bianco · e4 re del nero · c3 torre del nero · e3 alfiere del bianco · e2 pedone del bianco · f2 pedone del bianco · a1 alfiere del nero | 2 |
| 1 | h8 cavallo del nero · e7 cavallo del bianco · h7 alfiere del nero · a6 torre del nero · d6 donna del bianco · e6 cavallo del bianco · f6 re del bianco · g5 pedone del bianco · e4 re del nero · c3 torre del nero · e3 alfiere del bianco · e2 pedone del bianco · f2 pedone del bianco · a1 alfiere del nero | h8 cavallo del nero · e7 cavallo del bianco · h7 alfiere del nero · a6 torre del nero · d6 donna del bianco · e6 cavallo del bianco · f6 re del bianco · g5 pedone del bianco · e4 re del nero · c3 torre del nero · e3 alfiere del bianco · e2 pedone del bianco · f2 pedone del bianco · a1 alfiere del nero | h8 cavallo del nero · e7 cavallo del bianco · h7 alfiere del nero · a6 torre del nero · d6 donna del bianco · e6 cavallo del bianco · f6 re del bianco · g5 pedone del bianco · e4 re del nero · c3 torre del nero · e3 alfiere del bianco · e2 pedone del bianco · f2 pedone del bianco · a1 alfiere del nero | h8 cavallo del nero · e7 cavallo del bianco · h7 alfiere del nero · a6 torre del nero · d6 donna del bianco · e6 cavallo del bianco · f6 re del bianco · g5 pedone del bianco · e4 re del nero · c3 torre del nero · e3 alfiere del bianco · e2 pedone del bianco · f2 pedone del bianco · a1 alfiere del nero | h8 cavallo del nero · e7 cavallo del bianco · h7 alfiere del nero · a6 torre del nero · d6 donna del bianco · e6 cavallo del bianco · f6 re del bianco · g5 pedone del bianco · e4 re del nero · c3 torre del nero · e3 alfiere del bianco · e2 pedone del bianco · f2 pedone del bianco · a1 alfiere del nero | h8 cavallo del nero · e7 cavallo del bianco · h7 alfiere del nero · a6 torre del nero · d6 donna del bianco · e6 cavallo del bianco · f6 re del bianco · g5 pedone del bianco · e4 re del nero · c3 torre del nero · e3 alfiere del bianco · e2 pedone del bianco · f2 pedone del bianco · a1 alfiere del nero | h8 cavallo del nero · e7 cavallo del bianco · h7 alfiere del nero · a6 torre del nero · d6 donna del bianco · e6 cavallo del bianco · f6 re del bianco · g5 pedone del bianco · e4 re del nero · c3 torre del nero · e3 alfiere del bianco · e2 pedone del bianco · f2 pedone del bianco · a1 alfiere del nero | h8 cavallo del nero · e7 cavallo del bianco · h7 alfiere del nero · a6 torre del nero · d6 donna del bianco · e6 cavallo del bianco · f6 re del bianco · g5 pedone del bianco · e4 re del nero · c3 torre del nero · e3 alfiere del bianco · e2 pedone del bianco · f2 pedone del bianco · a1 alfiere del nero | 1 |
|   | a | b | c | d | e | f | g | h |   |

Soluzione:
1. Aa7 !  (min. 2. f3+ Txf3#)
1. ...Tc3 muove+  2. De5+ Axe5#

1. ...Tc5+  2. Dd4+ Axd4#

1. ...Txa7  2. Dc6+ Txc6#

1. ...Tb6  2. Dd3+ Txd3#

|   | a | b | c | d | e | f | g | h |   |
| 8 | a8 re del bianco · b8 torre del bianco · f8 torre del nero · g8 torre del nero · d7 pedone del nero · e7 cavallo del nero · a6 re del nero · b6 alfiere del bianco · d6 pedone del nero · h6 torre del bianco · d5 donna del bianco · b4 pedone del bianco · h4 pedone del nero · h1 alfiere del nero | a8 re del bianco · b8 torre del bianco · f8 torre del nero · g8 torre del nero · d7 pedone del nero · e7 cavallo del nero · a6 re del nero · b6 alfiere del bianco · d6 pedone del nero · h6 torre del bianco · d5 donna del bianco · b4 pedone del bianco · h4 pedone del nero · h1 alfiere del nero | a8 re del bianco · b8 torre del bianco · f8 torre del nero · g8 torre del nero · d7 pedone del nero · e7 cavallo del nero · a6 re del nero · b6 alfiere del bianco · d6 pedone del nero · h6 torre del bianco · d5 donna del bianco · b4 pedone del bianco · h4 pedone del nero · h1 alfiere del nero | a8 re del bianco · b8 torre del bianco · f8 torre del nero · g8 torre del nero · d7 pedone del nero · e7 cavallo del nero · a6 re del nero · b6 alfiere del bianco · d6 pedone del nero · h6 torre del bianco · d5 donna del bianco · b4 pedone del bianco · h4 pedone del nero · h1 alfiere del nero | a8 re del bianco · b8 torre del bianco · f8 torre del nero · g8 torre del nero · d7 pedone del nero · e7 cavallo del nero · a6 re del nero · b6 alfiere del bianco · d6 pedone del nero · h6 torre del bianco · d5 donna del bianco · b4 pedone del bianco · h4 pedone del nero · h1 alfiere del nero | a8 re del bianco · b8 torre del bianco · f8 torre del nero · g8 torre del nero · d7 pedone del nero · e7 cavallo del nero · a6 re del nero · b6 alfiere del bianco · d6 pedone del nero · h6 torre del bianco · d5 donna del bianco · b4 pedone del bianco · h4 pedone del nero · h1 alfiere del nero | a8 re del bianco · b8 torre del bianco · f8 torre del nero · g8 torre del nero · d7 pedone del nero · e7 cavallo del nero · a6 re del nero · b6 alfiere del bianco · d6 pedone del nero · h6 torre del bianco · d5 donna del bianco · b4 pedone del bianco · h4 pedone del nero · h1 alfiere del nero | a8 re del bianco · b8 torre del bianco · f8 torre del nero · g8 torre del nero · d7 pedone del nero · e7 cavallo del nero · a6 re del nero · b6 alfiere del bianco · d6 pedone del nero · h6 torre del bianco · d5 donna del bianco · b4 pedone del bianco · h4 pedone del nero · h1 alfiere del nero | 8 |
| 7 | a8 re del bianco · b8 torre del bianco · f8 torre del nero · g8 torre del nero · d7 pedone del nero · e7 cavallo del nero · a6 re del nero · b6 alfiere del bianco · d6 pedone del nero · h6 torre del bianco · d5 donna del bianco · b4 pedone del bianco · h4 pedone del nero · h1 alfiere del nero | a8 re del bianco · b8 torre del bianco · f8 torre del nero · g8 torre del nero · d7 pedone del nero · e7 cavallo del nero · a6 re del nero · b6 alfiere del bianco · d6 pedone del nero · h6 torre del bianco · d5 donna del bianco · b4 pedone del bianco · h4 pedone del nero · h1 alfiere del nero | a8 re del bianco · b8 torre del bianco · f8 torre del nero · g8 torre del nero · d7 pedone del nero · e7 cavallo del nero · a6 re del nero · b6 alfiere del bianco · d6 pedone del nero · h6 torre del bianco · d5 donna del bianco · b4 pedone del bianco · h4 pedone del nero · h1 alfiere del nero | a8 re del bianco · b8 torre del bianco · f8 torre del nero · g8 torre del nero · d7 pedone del nero · e7 cavallo del nero · a6 re del nero · b6 alfiere del bianco · d6 pedone del nero · h6 torre del bianco · d5 donna del bianco · b4 pedone del bianco · h4 pedone del nero · h1 alfiere del nero | a8 re del bianco · b8 torre del bianco · f8 torre del nero · g8 torre del nero · d7 pedone del nero · e7 cavallo del nero · a6 re del nero · b6 alfiere del bianco · d6 pedone del nero · h6 torre del bianco · d5 donna del bianco · b4 pedone del bianco · h4 pedone del nero · h1 alfiere del nero | a8 re del bianco · b8 torre del bianco · f8 torre del nero · g8 torre del nero · d7 pedone del nero · e7 cavallo del nero · a6 re del nero · b6 alfiere del bianco · d6 pedone del nero · h6 torre del bianco · d5 donna del bianco · b4 pedone del bianco · h4 pedone del nero · h1 alfiere del nero | a8 re del bianco · b8 torre del bianco · f8 torre del nero · g8 torre del nero · d7 pedone del nero · e7 cavallo del nero · a6 re del nero · b6 alfiere del bianco · d6 pedone del nero · h6 torre del bianco · d5 donna del bianco · b4 pedone del bianco · h4 pedone del nero · h1 alfiere del nero | a8 re del bianco · b8 torre del bianco · f8 torre del nero · g8 torre del nero · d7 pedone del nero · e7 cavallo del nero · a6 re del nero · b6 alfiere del bianco · d6 pedone del nero · h6 torre del bianco · d5 donna del bianco · b4 pedone del bianco · h4 pedone del nero · h1 alfiere del nero | 7 |
| 6 | a8 re del bianco · b8 torre del bianco · f8 torre del nero · g8 torre del nero · d7 pedone del nero · e7 cavallo del nero · a6 re del nero · b6 alfiere del bianco · d6 pedone del nero · h6 torre del bianco · d5 donna del bianco · b4 pedone del bianco · h4 pedone del nero · h1 alfiere del nero | a8 re del bianco · b8 torre del bianco · f8 torre del nero · g8 torre del nero · d7 pedone del nero · e7 cavallo del nero · a6 re del nero · b6 alfiere del bianco · d6 pedone del nero · h6 torre del bianco · d5 donna del bianco · b4 pedone del bianco · h4 pedone del nero · h1 alfiere del nero | a8 re del bianco · b8 torre del bianco · f8 torre del nero · g8 torre del nero · d7 pedone del nero · e7 cavallo del nero · a6 re del nero · b6 alfiere del bianco · d6 pedone del nero · h6 torre del bianco · d5 donna del bianco · b4 pedone del bianco · h4 pedone del nero · h1 alfiere del nero | a8 re del bianco · b8 torre del bianco · f8 torre del nero · g8 torre del nero · d7 pedone del nero · e7 cavallo del nero · a6 re del nero · b6 alfiere del bianco · d6 pedone del nero · h6 torre del bianco · d5 donna del bianco · b4 pedone del bianco · h4 pedone del nero · h1 alfiere del nero | a8 re del bianco · b8 torre del bianco · f8 torre del nero · g8 torre del nero · d7 pedone del nero · e7 cavallo del nero · a6 re del nero · b6 alfiere del bianco · d6 pedone del nero · h6 torre del bianco · d5 donna del bianco · b4 pedone del bianco · h4 pedone del nero · h1 alfiere del nero | a8 re del bianco · b8 torre del bianco · f8 torre del nero · g8 torre del nero · d7 pedone del nero · e7 cavallo del nero · a6 re del nero · b6 alfiere del bianco · d6 pedone del nero · h6 torre del bianco · d5 donna del bianco · b4 pedone del bianco · h4 pedone del nero · h1 alfiere del nero | a8 re del bianco · b8 torre del bianco · f8 torre del nero · g8 torre del nero · d7 pedone del nero · e7 cavallo del nero · a6 re del nero · b6 alfiere del bianco · d6 pedone del nero · h6 torre del bianco · d5 donna del bianco · b4 pedone del bianco · h4 pedone del nero · h1 alfiere del nero | a8 re del bianco · b8 torre del bianco · f8 torre del nero · g8 torre del nero · d7 pedone del nero · e7 cavallo del nero · a6 re del nero · b6 alfiere del bianco · d6 pedone del nero · h6 torre del bianco · d5 donna del bianco · b4 pedone del bianco · h4 pedone del nero · h1 alfiere del nero | 6 |
| 5 | a8 re del bianco · b8 torre del bianco · f8 torre del nero · g8 torre del nero · d7 pedone del nero · e7 cavallo del nero · a6 re del nero · b6 alfiere del bianco · d6 pedone del nero · h6 torre del bianco · d5 donna del bianco · b4 pedone del bianco · h4 pedone del nero · h1 alfiere del nero | a8 re del bianco · b8 torre del bianco · f8 torre del nero · g8 torre del nero · d7 pedone del nero · e7 cavallo del nero · a6 re del nero · b6 alfiere del bianco · d6 pedone del nero · h6 torre del bianco · d5 donna del bianco · b4 pedone del bianco · h4 pedone del nero · h1 alfiere del nero | a8 re del bianco · b8 torre del bianco · f8 torre del nero · g8 torre del nero · d7 pedone del nero · e7 cavallo del nero · a6 re del nero · b6 alfiere del bianco · d6 pedone del nero · h6 torre del bianco · d5 donna del bianco · b4 pedone del bianco · h4 pedone del nero · h1 alfiere del nero | a8 re del bianco · b8 torre del bianco · f8 torre del nero · g8 torre del nero · d7 pedone del nero · e7 cavallo del nero · a6 re del nero · b6 alfiere del bianco · d6 pedone del nero · h6 torre del bianco · d5 donna del bianco · b4 pedone del bianco · h4 pedone del nero · h1 alfiere del nero | a8 re del bianco · b8 torre del bianco · f8 torre del nero · g8 torre del nero · d7 pedone del nero · e7 cavallo del nero · a6 re del nero · b6 alfiere del bianco · d6 pedone del nero · h6 torre del bianco · d5 donna del bianco · b4 pedone del bianco · h4 pedone del nero · h1 alfiere del nero | a8 re del bianco · b8 torre del bianco · f8 torre del nero · g8 torre del nero · d7 pedone del nero · e7 cavallo del nero · a6 re del nero · b6 alfiere del bianco · d6 pedone del nero · h6 torre del bianco · d5 donna del bianco · b4 pedone del bianco · h4 pedone del nero · h1 alfiere del nero | a8 re del bianco · b8 torre del bianco · f8 torre del nero · g8 torre del nero · d7 pedone del nero · e7 cavallo del nero · a6 re del nero · b6 alfiere del bianco · d6 pedone del nero · h6 torre del bianco · d5 donna del bianco · b4 pedone del bianco · h4 pedone del nero · h1 alfiere del nero | a8 re del bianco · b8 torre del bianco · f8 torre del nero · g8 torre del nero · d7 pedone del nero · e7 cavallo del nero · a6 re del nero · b6 alfiere del bianco · d6 pedone del nero · h6 torre del bianco · d5 donna del bianco · b4 pedone del bianco · h4 pedone del nero · h1 alfiere del nero | 5 |
| 4 | a8 re del bianco · b8 torre del bianco · f8 torre del nero · g8 torre del nero · d7 pedone del nero · e7 cavallo del nero · a6 re del nero · b6 alfiere del bianco · d6 pedone del nero · h6 torre del bianco · d5 donna del bianco · b4 pedone del bianco · h4 pedone del nero · h1 alfiere del nero | a8 re del bianco · b8 torre del bianco · f8 torre del nero · g8 torre del nero · d7 pedone del nero · e7 cavallo del nero · a6 re del nero · b6 alfiere del bianco · d6 pedone del nero · h6 torre del bianco · d5 donna del bianco · b4 pedone del bianco · h4 pedone del nero · h1 alfiere del nero | a8 re del bianco · b8 torre del bianco · f8 torre del nero · g8 torre del nero · d7 pedone del nero · e7 cavallo del nero · a6 re del nero · b6 alfiere del bianco · d6 pedone del nero · h6 torre del bianco · d5 donna del bianco · b4 pedone del bianco · h4 pedone del nero · h1 alfiere del nero | a8 re del bianco · b8 torre del bianco · f8 torre del nero · g8 torre del nero · d7 pedone del nero · e7 cavallo del nero · a6 re del nero · b6 alfiere del bianco · d6 pedone del nero · h6 torre del bianco · d5 donna del bianco · b4 pedone del bianco · h4 pedone del nero · h1 alfiere del nero | a8 re del bianco · b8 torre del bianco · f8 torre del nero · g8 torre del nero · d7 pedone del nero · e7 cavallo del nero · a6 re del nero · b6 alfiere del bianco · d6 pedone del nero · h6 torre del bianco · d5 donna del bianco · b4 pedone del bianco · h4 pedone del nero · h1 alfiere del nero | a8 re del bianco · b8 torre del bianco · f8 torre del nero · g8 torre del nero · d7 pedone del nero · e7 cavallo del nero · a6 re del nero · b6 alfiere del bianco · d6 pedone del nero · h6 torre del bianco · d5 donna del bianco · b4 pedone del bianco · h4 pedone del nero · h1 alfiere del nero | a8 re del bianco · b8 torre del bianco · f8 torre del nero · g8 torre del nero · d7 pedone del nero · e7 cavallo del nero · a6 re del nero · b6 alfiere del bianco · d6 pedone del nero · h6 torre del bianco · d5 donna del bianco · b4 pedone del bianco · h4 pedone del nero · h1 alfiere del nero | a8 re del bianco · b8 torre del bianco · f8 torre del nero · g8 torre del nero · d7 pedone del nero · e7 cavallo del nero · a6 re del nero · b6 alfiere del bianco · d6 pedone del nero · h6 torre del bianco · d5 donna del bianco · b4 pedone del bianco · h4 pedone del nero · h1 alfiere del nero | 4 |
| 3 | a8 re del bianco · b8 torre del bianco · f8 torre del nero · g8 torre del nero · d7 pedone del nero · e7 cavallo del nero · a6 re del nero · b6 alfiere del bianco · d6 pedone del nero · h6 torre del bianco · d5 donna del bianco · b4 pedone del bianco · h4 pedone del nero · h1 alfiere del nero | a8 re del bianco · b8 torre del bianco · f8 torre del nero · g8 torre del nero · d7 pedone del nero · e7 cavallo del nero · a6 re del nero · b6 alfiere del bianco · d6 pedone del nero · h6 torre del bianco · d5 donna del bianco · b4 pedone del bianco · h4 pedone del nero · h1 alfiere del nero | a8 re del bianco · b8 torre del bianco · f8 torre del nero · g8 torre del nero · d7 pedone del nero · e7 cavallo del nero · a6 re del nero · b6 alfiere del bianco · d6 pedone del nero · h6 torre del bianco · d5 donna del bianco · b4 pedone del bianco · h4 pedone del nero · h1 alfiere del nero | a8 re del bianco · b8 torre del bianco · f8 torre del nero · g8 torre del nero · d7 pedone del nero · e7 cavallo del nero · a6 re del nero · b6 alfiere del bianco · d6 pedone del nero · h6 torre del bianco · d5 donna del bianco · b4 pedone del bianco · h4 pedone del nero · h1 alfiere del nero | a8 re del bianco · b8 torre del bianco · f8 torre del nero · g8 torre del nero · d7 pedone del nero · e7 cavallo del nero · a6 re del nero · b6 alfiere del bianco · d6 pedone del nero · h6 torre del bianco · d5 donna del bianco · b4 pedone del bianco · h4 pedone del nero · h1 alfiere del nero | a8 re del bianco · b8 torre del bianco · f8 torre del nero · g8 torre del nero · d7 pedone del nero · e7 cavallo del nero · a6 re del nero · b6 alfiere del bianco · d6 pedone del nero · h6 torre del bianco · d5 donna del bianco · b4 pedone del bianco · h4 pedone del nero · h1 alfiere del nero | a8 re del bianco · b8 torre del bianco · f8 torre del nero · g8 torre del nero · d7 pedone del nero · e7 cavallo del nero · a6 re del nero · b6 alfiere del bianco · d6 pedone del nero · h6 torre del bianco · d5 donna del bianco · b4 pedone del bianco · h4 pedone del nero · h1 alfiere del nero | a8 re del bianco · b8 torre del bianco · f8 torre del nero · g8 torre del nero · d7 pedone del nero · e7 cavallo del nero · a6 re del nero · b6 alfiere del bianco · d6 pedone del nero · h6 torre del bianco · d5 donna del bianco · b4 pedone del bianco · h4 pedone del nero · h1 alfiere del nero | 3 |
| 2 | a8 re del bianco · b8 torre del bianco · f8 torre del nero · g8 torre del nero · d7 pedone del nero · e7 cavallo del nero · a6 re del nero · b6 alfiere del bianco · d6 pedone del nero · h6 torre del bianco · d5 donna del bianco · b4 pedone del bianco · h4 pedone del nero · h1 alfiere del nero | a8 re del bianco · b8 torre del bianco · f8 torre del nero · g8 torre del nero · d7 pedone del nero · e7 cavallo del nero · a6 re del nero · b6 alfiere del bianco · d6 pedone del nero · h6 torre del bianco · d5 donna del bianco · b4 pedone del bianco · h4 pedone del nero · h1 alfiere del nero | a8 re del bianco · b8 torre del bianco · f8 torre del nero · g8 torre del nero · d7 pedone del nero · e7 cavallo del nero · a6 re del nero · b6 alfiere del bianco · d6 pedone del nero · h6 torre del bianco · d5 donna del bianco · b4 pedone del bianco · h4 pedone del nero · h1 alfiere del nero | a8 re del bianco · b8 torre del bianco · f8 torre del nero · g8 torre del nero · d7 pedone del nero · e7 cavallo del nero · a6 re del nero · b6 alfiere del bianco · d6 pedone del nero · h6 torre del bianco · d5 donna del bianco · b4 pedone del bianco · h4 pedone del nero · h1 alfiere del nero | a8 re del bianco · b8 torre del bianco · f8 torre del nero · g8 torre del nero · d7 pedone del nero · e7 cavallo del nero · a6 re del nero · b6 alfiere del bianco · d6 pedone del nero · h6 torre del bianco · d5 donna del bianco · b4 pedone del bianco · h4 pedone del nero · h1 alfiere del nero | a8 re del bianco · b8 torre del bianco · f8 torre del nero · g8 torre del nero · d7 pedone del nero · e7 cavallo del nero · a6 re del nero · b6 alfiere del bianco · d6 pedone del nero · h6 torre del bianco · d5 donna del bianco · b4 pedone del bianco · h4 pedone del nero · h1 alfiere del nero | a8 re del bianco · b8 torre del bianco · f8 torre del nero · g8 torre del nero · d7 pedone del nero · e7 cavallo del nero · a6 re del nero · b6 alfiere del bianco · d6 pedone del nero · h6 torre del bianco · d5 donna del bianco · b4 pedone del bianco · h4 pedone del nero · h1 alfiere del nero | a8 re del bianco · b8 torre del bianco · f8 torre del nero · g8 torre del nero · d7 pedone del nero · e7 cavallo del nero · a6 re del nero · b6 alfiere del bianco · d6 pedone del nero · h6 torre del bianco · d5 donna del bianco · b4 pedone del bianco · h4 pedone del nero · h1 alfiere del nero | 2 |
| 1 | a8 re del bianco · b8 torre del bianco · f8 torre del nero · g8 torre del nero · d7 pedone del nero · e7 cavallo del nero · a6 re del nero · b6 alfiere del bianco · d6 pedone del nero · h6 torre del bianco · d5 donna del bianco · b4 pedone del bianco · h4 pedone del nero · h1 alfiere del nero | a8 re del bianco · b8 torre del bianco · f8 torre del nero · g8 torre del nero · d7 pedone del nero · e7 cavallo del nero · a6 re del nero · b6 alfiere del bianco · d6 pedone del nero · h6 torre del bianco · d5 donna del bianco · b4 pedone del bianco · h4 pedone del nero · h1 alfiere del nero | a8 re del bianco · b8 torre del bianco · f8 torre del nero · g8 torre del nero · d7 pedone del nero · e7 cavallo del nero · a6 re del nero · b6 alfiere del bianco · d6 pedone del nero · h6 torre del bianco · d5 donna del bianco · b4 pedone del bianco · h4 pedone del nero · h1 alfiere del nero | a8 re del bianco · b8 torre del bianco · f8 torre del nero · g8 torre del nero · d7 pedone del nero · e7 cavallo del nero · a6 re del nero · b6 alfiere del bianco · d6 pedone del nero · h6 torre del bianco · d5 donna del bianco · b4 pedone del bianco · h4 pedone del nero · h1 alfiere del nero | a8 re del bianco · b8 torre del bianco · f8 torre del nero · g8 torre del nero · d7 pedone del nero · e7 cavallo del nero · a6 re del nero · b6 alfiere del bianco · d6 pedone del nero · h6 torre del bianco · d5 donna del bianco · b4 pedone del bianco · h4 pedone del nero · h1 alfiere del nero | a8 re del bianco · b8 torre del bianco · f8 torre del nero · g8 torre del nero · d7 pedone del nero · e7 cavallo del nero · a6 re del nero · b6 alfiere del bianco · d6 pedone del nero · h6 torre del bianco · d5 donna del bianco · b4 pedone del bianco · h4 pedone del nero · h1 alfiere del nero | a8 re del bianco · b8 torre del bianco · f8 torre del nero · g8 torre del nero · d7 pedone del nero · e7 cavallo del nero · a6 re del nero · b6 alfiere del bianco · d6 pedone del nero · h6 torre del bianco · d5 donna del bianco · b4 pedone del bianco · h4 pedone del nero · h1 alfiere del nero | a8 re del bianco · b8 torre del bianco · f8 torre del nero · g8 torre del nero · d7 pedone del nero · e7 cavallo del nero · a6 re del nero · b6 alfiere del bianco · d6 pedone del nero · h6 torre del bianco · d5 donna del bianco · b4 pedone del bianco · h4 pedone del nero · h1 alfiere del nero | 1 |
|   | a | b | c | d | e | f | g | h |   |

Soluzione:
1. Ag1 !  (min. 2. Db7+ Axb7#)
1. ...Cc6  2. Da5+ Cxa5#

1. ...Cxd5  2. Txd6+ Cxb6#

1. ...Cc8  2. Tb6+ Cxb6#

1. ...Tf3  2. Dd3+ Txd3#